# Villaconancio
Villaconancio és un municipi de la província de Palència a la comunitat autònoma de Castella i Lleó (Espanya). Limita amb Hérmedes de Cerrato, Cevico Navero, Castrillo de Don Juan, Castrillo de Onielo i Baltanás.

## Demografia
| 1991 | 1996 | 2001 | 2004 |
| ---- | ---- | ---- | ---- |
| 94   | 96   | 86   | 85   |